# Ranong
Ranong (tiếng Thái: ระนอง) là một thị xã ở phía nam Thái Lan, là thủ phủ tỉnh Ranong và huyện Mueang Ranong.
Thị xã nằm trên toàn bộ tambon Khao Niwet (เขานิเวศน์). Dân số năm 2005 là 16.163 người.

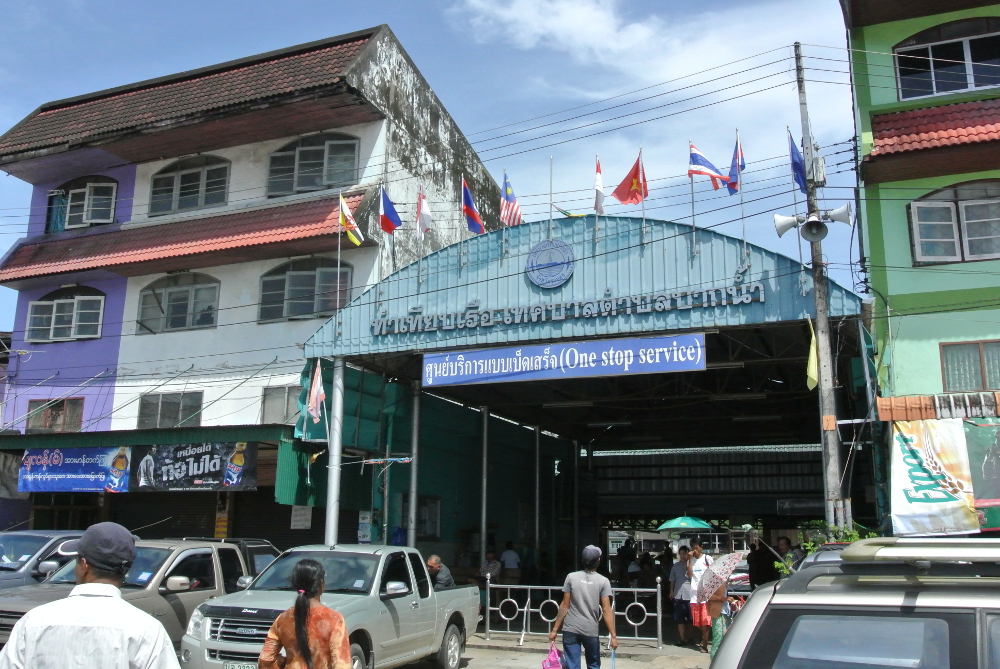
Cửa khẩu bờ biển sang Myanmar

Thị xã nằm ở cửa sông Kraburi, đối diện với thị trấn của Myanmar là Kawthaung (thời người Anh cai trị gọi là Victoria Point).

## Thời tiết
| Dữ liệu khí hậu của Ranong (1991–2020, extremes 1951-present)                                            | Dữ liệu khí hậu của Ranong (1991–2020, extremes 1951-present) | Dữ liệu khí hậu của Ranong (1991–2020, extremes 1951-present) | Dữ liệu khí hậu của Ranong (1991–2020, extremes 1951-present) | Dữ liệu khí hậu của Ranong (1991–2020, extremes 1951-present) | Dữ liệu khí hậu của Ranong (1991–2020, extremes 1951-present) | Dữ liệu khí hậu của Ranong (1991–2020, extremes 1951-present) | Dữ liệu khí hậu của Ranong (1991–2020, extremes 1951-present) | Dữ liệu khí hậu của Ranong (1991–2020, extremes 1951-present) | Dữ liệu khí hậu của Ranong (1991–2020, extremes 1951-present) | Dữ liệu khí hậu của Ranong (1991–2020, extremes 1951-present) | Dữ liệu khí hậu của Ranong (1991–2020, extremes 1951-present) | Dữ liệu khí hậu của Ranong (1991–2020, extremes 1951-present) | Dữ liệu khí hậu của Ranong (1991–2020, extremes 1951-present) |
| Tháng | 1                                                             | 2                                                             | 3                                                             | 4                                                             | 5                                                             | 6                                                             | 7                                                             | 8                                                             | 9                                                             | 10                                                            | 11                                                            | 12                                                            | Năm                                                           |
| --- | ------------------------------------------------------------- | ------------------------------------------------------------- | ------------------------------------------------------------- | ------------------------------------------------------------- | ------------------------------------------------------------- | ------------------------------------------------------------- | ------------------------------------------------------------- | ------------------------------------------------------------- | ------------------------------------------------------------- | ------------------------------------------------------------- | ------------------------------------------------------------- | ------------------------------------------------------------- | ------------------------------------------------------------- |
| Cao kỉ lục °C (°F)                                                                                       | 36.4 (97.5)                                                   | 38.3 (100.9)                                                  | 39.6 (103.3)                                                  | 39.1 (102.4)                                                  | 38.7 (101.7)                                                  | 35.3 (95.5)                                                   | 34.8 (94.6)                                                   | 34.0 (93.2)                                                   | 34.5 (94.1)                                                   | 35.2 (95.4)                                                   | 35.4 (95.7)                                                   | 35.0 (95.0)                                                   | 39.6 (103.3)                                                  |
| Trung bình ngày tối đa °C (°F)                                                                           | 32.5 (90.5)                                                   | 33.7 (92.7)                                                   | 34.7 (94.5)                                                   | 34.5 (94.1)                                                   | 32.7 (90.9)                                                   | 31.4 (88.5)                                                   | 30.9 (87.6)                                                   | 30.7 (87.3)                                                   | 30.6 (87.1)                                                   | 31.1 (88.0)                                                   | 31.6 (88.9)                                                   | 31.6 (88.9)                                                   | 32.2 (89.9)                                                   |
| Trung bình ngày °C (°F)                                                                                  | 26.9 (80.4)                                                   | 27.6 (81.7)                                                   | 28.5 (83.3)                                                   | 28.8 (83.8)                                                   | 28.0 (82.4)                                                   | 27.4 (81.3)                                                   | 27.0 (80.6)                                                   | 27.0 (80.6)                                                   | 26.6 (79.9)                                                   | 26.6 (79.9)                                                   | 26.9 (80.4)                                                   | 26.6 (79.9)                                                   | 27.3 (81.2)                                                   |
| Tối thiểu trung bình ngày °C (°F)                                                                        | 22.3 (72.1)                                                   | 22.5 (72.5)                                                   | 23.7 (74.7)                                                   | 24.8 (76.6)                                                   | 24.9 (76.8)                                                   | 24.7 (76.5)                                                   | 24.4 (75.9)                                                   | 24.4 (75.9)                                                   | 24.0 (75.2)                                                   | 23.7 (74.7)                                                   | 23.5 (74.3)                                                   | 22.8 (73.0)                                                   | 23.8 (74.9)                                                   |
| Thấp kỉ lục °C (°F)                                                                                      | 13.7 (56.7)                                                   | 15.0 (59.0)                                                   | 18.5 (65.3)                                                   | 19.8 (67.6)                                                   | 22.3 (72.1)                                                   | 21.8 (71.2)                                                   | 21.4 (70.5)                                                   | 21.6 (70.9)                                                   | 21.4 (70.5)                                                   | 20.2 (68.4)                                                   | 16.0 (60.8)                                                   | 15.1 (59.2)                                                   | 13.7 (56.7)                                                   |
| Lượng Giáng thủy trung bình mm (inches)                                                                  | 41.1 (1.62)                                                   | 19.8 (0.78)                                                   | 77.6 (3.06)                                                   | 154.2 (6.07)                                                  | 485.9 (19.13)                                                 | 638.0 (25.12)                                                 | 706.3 (27.81)                                                 | 771.5 (30.37)                                                 | 678.8 (26.72)                                                 | 421.3 (16.59)                                                 | 130.1 (5.12)                                                  | 58.5 (2.30)                                                   | 4.183,1 (164.69)                                              |
| Số ngày giáng thủy trung bình (≥ 1.0 mm)                                                                 | 3.1                                                           | 2.4                                                           | 5.4                                                           | 10.2                                                          | 20.4                                                          | 21.6                                                          | 23.0                                                          | 23.8                                                          | 22.8                                                          | 19.2                                                          | 10.5                                                          | 5.3                                                           | 167.7                                                         |
| Độ ẩm tương đối trung bình (%)                                                                           | 72.6                                                          | 70.1                                                          | 71.5                                                          | 75.7                                                          | 82.0                                                          | 83.7                                                          | 84.5                                                          | 84.7                                                          | 85.6                                                          | 84.7                                                          | 80.1                                                          | 75.0                                                          | 79.2                                                          |
| Số giờ nắng trung bình tháng                                                                             | 232.5                                                         | 214.7                                                         | 201.5                                                         | 183.0                                                         | 155.0                                                         | 114.0                                                         | 114.7                                                         | 114.7                                                         | 108.0                                                         | 145.7                                                         | 174.0                                                         | 195.3                                                         | 1.953,1                                                       |
| Số giờ nắng trung bình ngày                                                                              | 7.5                                                           | 7.6                                                           | 6.5                                                           | 6.1                                                           | 5.0                                                           | 3.8                                                           | 3.7                                                           | 3.7                                                           | 3.6                                                           | 4.7                                                           | 5.8                                                           | 6.3                                                           | 5.4                                                           |
| Nguồn 1: Tổ chức Khí tượng Thế giới                                                                      |                                                               |                                                               |                                                               |                                                               |                                                               |                                                               |                                                               |                                                               |                                                               |                                                               |                                                               |                                                               |                                                               |
| Nguồn 2: Office of Water Management and Hydrology, Royal Irrigation Department (sun 1981–2010)(extremes) |                                                               |                                                               |                                                               |                                                               |                                                               |                                                               |                                                               |                                                               |                                                               |                                                               |                                                               |                                                               |                                                               |

## Vận chuyển
Đường Phetkasem (Đường Thái Lan 4) chạy qua thị xã. Sân bay Ranong cách thị xã 24 km về phía nam.
Cảng vụ Thái Lan đang quản lý Cảng Ranong, một cảng nằm bên bờ Ấn Độ Dương.